# Интробио
Интробио (итал. Introbio) је насеље у Италији у округу Леко, региону Ломбардија.
Према процени из 2011. у насељу је живело 1954 становника. Насеље се налази на надморској висини од 573 м.

## Становништво
| 1936. | 1951. | 1961. | 1971. | 1981. | 1991. | 2001. | 2011. |
| ----- | ----- | ----- | ----- | ----- | ----- | ----- | ----- |
| 884   | 1.025 | 1.055 | 1.184 | 1.369 | 1.383 | 1.605 | 2.003 |